# Совјетски лунарни програми са посадом
Лунарни програми са совјетском посадом били су серија програма које је спроводио Совјетски Савез да спусти људе на Месец, у конкуренцији са програмом Аполо Сједињених Држава. Совјетска влада је јавно порицала да је учествовала у таквом такмичењу, али је потајно спроводила два програма 1960-их: мисије прелетања Месеца са посадом помоћу свемирске летелице Сојуз 7К-Л1 (Зонд) лансиране ракетом Протон-К, и слетање на месец са посадом користећи Сојуз 7К- ЛОК и ЛК свемирске летелице лансиране ракетом Н1. Након двоструких америчких успеха прве лунарне орбите са посадом 24-25. децембра 1968. (Аполо 8) и првог слетања на Месец 20. јула 1969. (Аполо 11), и низа катастрофалних неуспеха Н1, оба совјетска програма су на крају донета до краја. Зонд програм заснован на протону је отказан 1970. године, а програм Н1-Л3 је де факто прекинут 1974. и званично отказан 1976. године. Совјетски космонаути никада нису орбитирали нити слетели на Месец. Детаљи оба совјетска програма држани су у тајности све до 1990. године када је влада дозволила њихово објављивање под политиком гласности.

## Рани концепти
Још 1961. године, совјетско руководство је дало јавне изјаве о слетању човека на Месец и успостављању лунарне базе ; међутим, озбиљни планови су направљени тек неколико година касније. Сергеј Корољов, виши совјетски ракетни инжењер, био је више заинтересован за лансирање тешке орбиталне станице и за летове са посадом на Марс и Венеру. Имајући то на уму, Корољов је започео развој супертешке ракете Н-1 са носивости од 75 тона.

### Сојуз-А-Б-Ц и Н1
У својим прелиминарним плановима за Месецу, Корољевов дизајнерски биро је првобитно промовисао концепт циркумлунарног комплекса Сојуз АБЦ (АБВ на руском) према којем би се свемирска летелица са две посаде састајала са другим компонентама у Земљиној орбити како би саставила летелицу за летење по Месецу. Компоненте би затим испоручивала доказана ракета средње величине Р-7. Док је развијао Н1, од 1963. године, Корољов је почео да планира мисију слетања на Месец користећи два лансирања и пристајање. Касније је Корољов успео да повећа носивост Н1 на 92-93 тоне (преласком на течни водоник у горњем степену(има) и повећањем броја мотора у његовом првом степену са 24 на 30), обезбеђујући довољно снаге за постизање мисија са једним лансирањем.

### УР-500К / ЛК-1 и УР-700 / ЛК-3
Други главни биро за свемирски дизајн, на челу са Владимиром Челомејом, предложио је конкурентну мисију у цислунарној орбити користећи тешку ракету УР-500К (касније преименовану у ракету Протон) и летелицу ЛК-1 са две посаде. Касније је Челомеј предложио и програм слетања на Месец са супер-тешком ракетом УР-700, лунарним лендером ЛК-700 и свемирским бродом ЛК-3.

### Р-56
Р-56 који је развијен између априла 1962. и јуна 1964. разматран је за учешће у лунарном програму.

## Реакција на Аполо
У раној фази совјетског и америчког лунарног програма са посадом, амерички председник Џон Ф. Кенеди предложио је Уједињеним нацијама заједнички Месечев програм, предлог који је разматрао Никита Хрушчов. Предлог је нестао са Кенедијевим убиством два месеца касније, али је ипак наговестио мисију Аполо-Сојуз, која је касније омогућила програм Шатл-Мир и ИСС.
Совјетска влада је после три године издала одговор на амерички изазов Аполо. Према првој владиној уредби о совјетским Месечевим програмима са посадом (Указ 655-268, „ О раду на истраживању Месеца и овладавању свемиром “), усвојеној у августу 1964, Челомеј је добио инструкције да развије програм прелетања Месеца са пројектован први лет до краја 1966, а Корољов је добио инструкције да развије програм слетања на Месец са првим летом до краја 1967.
Након промене совјетског руководства са Хрушчова на Леонида Брежњева 1964. године, совјетска влада је у септембру 1965. доделила програм прелета Корољеву, који је редизајнирао цислунарну мисију да користи сопствену летелицу Сојуз 7К-Л1 и Челомејову ракету Протон.
Корољов је организовао развој оба програма у пуном обиму, али је умро након операције у јануару 1966. Према владиној уредби из фебруара 1967. године, први прелет са посадом био је заказан за средину 1967. године, а прво слетање са посадом за крај 1968. године.

### Програм летења МесецомУР-500К(Протон)/Л1(Зонд)
Лансиран тростепеном ракетом Протон, Л1 (Зонд) је био свемирски брод из породице Сојуз и састојао се од два или три модификована модула главне летелице Сојуз 7К-ОК укупне тежине 5,5 тона. Орбитална летелица Аполо (командни брод) за обилазак Месеца такође је имала два модула (командни и сервисни), али је била пет пута тежа, носила је трочлану посаду и ушла у лунарну орбиту, док је Л1 (Зонд) извео лет око Месеца и вратио на повратну путању. Септембра 1968. Зонд 5 је носио прве земаљске облике живота, укључујући две корњаче, да путују око Месеца и безбедно се врате. Планирана за 8. децембар 1968. за приоритет над САД, прва мисија Л1 (Зонд) са посадом је отказана због недовољне спремности капсуле и ракете. Након што је Аполо 8 крајем 1968. године победио у првој фази (Лунарна орбита) Месечеве трке, совјетско руководство је изгубило политички интерес за програм Л1 (Зонд). Неколико резервних јединица Л1 (Зонд) летовало је без пилота, али је до краја 1970. овај програм отказан.

### Програм слетања на МесецН1/Л3
План слетања са посадом усвојио је сличан метод као и једноструко лансирање и састанак у лунарној орбити пројекта Аполо.
Ради безбедности мисије, недељама пре мисије са посадом, ЛК-Р комплекс Л3 без посаде и два аутоматизована ровера Луноход би били послати на Месец, да раде као радио фарови за ЛК са посадом, а ЛК-Р се користи као резервни брод за бекство. Луноходи су такође били опремљени ручним контролама за космонауте, како за прелазак на ЛК-Р по потреби, тако и за редовна истраживања.
Ракета Н1 би тада носила експедицијски комплекс Л3 Месец, са две свемирске летелице (ЛОК и ЛК) и два (Блок Г и Блок Д ) појачивача. Варијанта летелице Сојуз, командни модул „Лунни орбитални корабл“ (ЛОК), носио би два човека, са три модула попут обичног Сојуза 7К-ОК, али је био тежи за неколико тона. 7К-ОК је био упола мањи од орбиталног командног брода Аполо са три посаде. У „Луни корабл” (ЛК) је био смештен само један космонаут, тако да би у совјетском плану само један космонаут слетео на Месец. Маса ЛК је била 40% масе Аполо лунарног лендера.
Комплекс Л3 који ће Н1 поставити у ЛЕО био је 93 тоне (у поређењу са 137 тона Сатурна В). Маса ЛОК и ЛК била је 40% комплекса Аполо, али је била еквивалентна Л3 комплексу без Блока Г.
Појачивач за ЛЕО према Месецу за возило Аполо је обезбедио последњи степен Сатурна В, док је за Блок Д, ЛОК и ЛК то требало да обезбеди Блок Г истог комплекса Л3.
Током путовања комплекса Л3 на Месец, не би било потребе за отпуштањем и поновним пристајањем орбиталне и слетне летелице као што је то урађено у Аполу, јер би космонаут прешао из ЛОК-а у ЛК 'свемирском шетњом'. У мисијама Аполо, трансфер је обављен помоћу унутрашњег пролаза.
Блок Д је требало да успори ЛОК и ЛК у лунарну орбиту, док је код Аполла ова фаза предузета покретањем мотора на сервисном модулу да успори комплекс и уђе у лунарну орбиту пошто је Аполо комплекс путовао са командним модулом и лунарним екскурзивним модулом ( ЛЕМ) окренут назад ка Земљи.
Једном у орбити, ЛК са Блоком Д би се одвојио од ЛОК-а и спустио се према површини Месеца помоћу мотора Блока Д. Након што је Блок Д потрошио гориво, ЛК је требало да одвоји и заврши слетање користећи сопствени мотор Блок Е.
На Месецу, космонаут би шетао Месецом, користио Луноходе, сакупљао камење и постављао совјетску заставу.
Након неколико сати на површини Месеца, ЛК-ов мотор би се поново упалио користећи своју структуру за слетање као лансирну рампу, као код Апола. Да би се уштедела тежина, мотор који се користи за слетање би вратио ЛК у лунарну орбиту за аутоматизовано спајање са ЛОК-ом. Космонаут би се затим вратио у свемир носећи узорке камења.
ЛК би тада био одбачен, након чега би ЛОК испалио своју ракету за повратак на Земљу.

### Распореди лансирања
Од 1967. године, распоред лансирања Л1/Л3 био је:
Програм УР-500К(Протон)/Л1(Зонд).
2П: Развијање Блока Д фазе (фебруар или март 1967.)
3П: Развити Блок Д фаза (март 1967)
4Л: Лунарни прелет без посаде (мај 1967.)
5Л: Лунарни прелет без посаде (јун 1967.)
6Л: Лунарни прелет са посадом (јун или јул 1967.)
7Л: Лунарни прелети са посадом (август 1967.)
8Л: Лунарни прелети са посадом (август 1967.)
9Л: Лунарни прелети са посадом (септембар 1967)
10Л: Лунарни прелети са посадом (септембар 1967)
11Л: Лунарни прелети са посадом (октобар 1967.)
12Л: Лунарни прелети са посадом (октобар 1967.)
13Л: Резервни свемирски брод
Н1/Л3 програм
3Л: Развој ЛВ & Блоцкс Г&Д (септембар 1967.)
4Л: Резерва
5Л: ЛОК/ЛК без посаде (децембар 1967)
6Л: ЛОК/ЛК без посаде (фебруар 1968)
7Л: ЛОК са посадом/ЛК без посаде (април 1968.)
8Л: ЛОК са посадом/ЛК без посаде (јун 1968.)
9Л: ЛОК са посадом/ЛК без посаде са ЛК слетањем на месец (август 1968)
10Л: Прво слетање на Месец са посадом (септембар 1968)
11Л: Резерва
12Л: Резерва
Смрт Корољова 1966. године, уз разне техничке и административне разлоге, као и недостатак финансијске подршке, довели су до одлагања оба програма.

### Космонаути
Године 1966. формиране су две групе за обуку космонаута. Једном групом је командовао Владимир Комаров и укључивао Јурија Гагарина, а требало је да се припреми за квалификационе летове Сојуза у Земљиној орбити и цис-лунарну мисију лансирану Протоном (Гагарин, Николајев, Комаров, Биковски, Хрунов ; инжењер-космонаути: Горбатко, Гречко, Севастјанов, Кубасов, Волков ). Комаров је касније умро у свемирском лету Сојуз 1 када му се падобран покварио због чега се његова капсула великом брзином разбила о земљу. Другу групу је предводио Алексеј Леонов и концентрисала се на мисију слетања (команданти: Леонов, Поповић, Бељајев, Волинов, Климук ; инжењери-космонаути: Макаров, Воронов, Рукавишников, Артјухин). Као резултат тога, Леонов има најјаче тврдње да је био први избор Совјета за првог човека на Месецу.
Након Комарова смрти у Сојузу 1 1967, Гагарин је уклоњен са обуке и групе су реструктурисане. Упркос неуспеху Сојуза 1, Совјети су успешно увежбали аутоматизовано пристајање две летелице Сојуз без посаде у Земљину орбиту 1968. године и са заједничком мисијом Сојуза 4 и Сојуза 5 са посадом почетком 1969. тестирали остале кључне елементе мисије.
Укупно 18 мисија се односило на пројекат Н1-Л3.

## Каснији развој догађаја
Након америчког слетања на Месец 1969. године, оправдање за совјетски програм слетања на Месец је у великој мери нестало, иако су развој и тестирање настављени до раних 1970-их. 1970–1971 ЛК је био спреман након три пробна лета без посаде у ЛЕО (Космос 379, Космос 398, Космос 434). ЛОК је лансиран једном (Космос 382 7К-Л1Е, лутка 7К-ЛОК ). Тестирано је лунарно свемирско одело Крецхет и системи подршке.
Четири пробна лансирања Н1 1969. (два пута), 1971. и 1972. била су неуспешна, упркос побољшањима након сваког пада. Друго лансирање, 3. јула 1969. (покушај да се Аполо 11 изостави за 13 дана), резултирало је уништењем ракете и целог лансирног комплекса, што је одложило програм Н1-Л3 за две године.
У аутоматском обиласку Месеца, ова прва два лансирања Н1 носила су свемирски брод 7К-Л1С (модификовани 7К-Л1 ). У трећем и четвртом лансирању коришћени су лажни 7К-ЛОК (7К-Л1Е) и обични 7К-ЛОК са лажним ЛК.
Комплетан Л3 лунарни експедицијски комплекс са 7К-ЛОК и ЛК за прелет и слетање на Месец припремљен је за пето лансирање, коришћењем модификоване ракете Н1 у августу 1974. Да су ова и следећа мисија биле успешне, то би довело до одлуке да се покрене до пет совјетских Н1-Л3 експедиција са посадом у периоду 1976–1980. Да би стекли технички и научни интерес за програм, планирано је да модификоване вишелансиране мисије Н1Ф-Л3М имају знатно више времена на површини Месеца него Аполо.
Међутим, програм Н1-Л3 (као и Н1Ф-Л3М) је отказан у мају 1974. године, а свемирски напори совјетске посаде су се касније концентрисали на развој свемирских станица и на неколико дизајна и припремних процеса на земљи за мисију на Марс, која се наставља до данас, али има нејасне циљеве.
На Месечевој бази Звезда, која је касније предложена, развијени су модели експедиционих возила  и површинских модула , а пројекат „Вулкан-ЛЕК“ није усвојен из економских разлога. Као надокнаду и као замена за програм слетања са посадом, Совјети су испунили програм аутоматизоване испоруке лунарног тла и Луноход аутоматизованих ровера на месец.
Лансирна платформа и МИК Н1 су редизајнирани за програм шатла Енергиа-Буран. Остало је најмање пет ЛК-а и три ЛОК-а, а неки се чувају у музејима дизајнерске и продуцентске компаније. Скоро 150 мотора произведених за прве фазе Н1Ф задржао је произвођач ( Кузњецов Десигн Буреау ), а затим је продат за употребу на другим лансерима почев од 2000. године.

## Галерија
- ЛОК (Сојуз 7К-Л3)
- ЛК Ландер- Луннии Корабл успон са Месеца
- Аполо ЦСМиЛОК (Сојуз 7К-Л3)(нацртано у размери). Командни бродови за путовање Месецом
- ЛК ЛандериАполо ЛМ(нацртани у размери). слетања на Месец са посадом